# Dragana Zarić
Dragana Zarić (Vršac, 1º agosto 1977) è un'ex tennista serba.

## Carriera
Raggiunse il suo best ranking in singolare il 2 aprile 2001 con la 157ª posizione; nel doppio divenne, il 10 giugno 2002, la 82ª del ranking WTA.
Specialista del doppio, raggiunse nel 2001, la finale del Hungarian Grand Prix in coppia con l'ungherese Zsófia Gubacsi; in quell'occasione fu sconfitta dalla coppia formata dall'italiana Tathiana Garbin e dalla slovacca Janette Husárová con il punteggio di 1-6, 3-6. Nello stesso anno, partendo dal torneo di qualificazione, raggiunse in coppia con la slovena Maja Matevžič i quarti di finale del torneo di Wimbledon; furono sconfitte dalla spagnola Virginia Ruano Pascual e dall'argentina Paola Suárez in due set. Vinse inoltre quattro tornei dell'ITF Women's Circuit in singolare e ventiquattro in doppio.
Fece parte della squadra serba di Fed Cup dal 1995 al 2005 con un bilancio complessivo di trentatré vittorie e diciannove sconfitte.

## Statistiche

### Tornei WTA

#### Doppio

##### Finali perse (1)
| Grande Slam (0)       |                       |
| WTA Championships (0) |                       |
| Prima del 2009        | Dal 2009              |
| Tier I (0)            | Premier Mandatory (0) |
| Tier II (0)           | Premier 5 (0)         |
| Tier III (0)          | Premier (0)           |
| Tier IV-V (1)         | International (0)     |

| Numero | Data           | Torneo                         | Superficie  | Compagna       | Avversarie in finale             | Punteggio |
| 1.     | 16 aprile 2001 | Hungarian Grand Prix, Budapest | Terra rossa | Zsófia Gubacsi | Tathiana Garbin Janette Husárová | 1-6, 3-6  |

### Tornei minori

#### Singolare

##### Vittorie (4)
| Torneo $100 000 (0) |
| Torneo $75 000 (0)  |
| Torneo $50 000 (1)  |
| Torneo $25 000 (0)  |
| Torneo $10 000 (3)  |

| Numero | Data            | Torneo                                 | Superficie    | Avversaria in finale | Punteggio           |
| 1.     | 30 ottobre 1995 | ITF Women's Circuit Nicosia, Nicosia   | Terra rossa   | Antoaneta Pandjerova | 6-2, 6-3            |
| 2.     | 1º maggio 2000  | ITF Women's Circuit Hatfield, Hatfield | Terra rossa   | Camille Pin          | 7–6(4), 6-4         |
| 3.     | 16 ottobre 2000 | AEGON Pro Series Cardiff, Cardiff      | Sintetico (i) | Laurence Courtois    | 7-5, 5-7, 6-4       |
| 4.     | 11 ottobre 2004 | SBS Open Herceg Novi, Castelnuovo      | Terra rossa   | Maša Zec Peškirič    | 6(4)–7, 6-4, 7–6(5) |

#### Doppio

##### Vittorie (24)
| Torneo $100 000 (0) |
| Torneo $75 000 (1)  |
| Torneo $50 000 (0)  |
| Torneo $25 000 (12) |
| Torneo $10 000 (11) |

| N.  | Data              | Torneo                                      | Superficie    | Compagna            | Avversaria in finale                               | Punteggio     |
| 1.  | 30 aprile 1996    | ITF Women's Circuit Balaguer, Balaguer      | Terra rossa   | Ariadne Katsouli    | Patricia Aznar Yolanda Clemot Lerendegui           | 7-5, 6-4      |
| 2.  | 20 gennaio 1997   | Swedbank Ladies, Båstad                     | Cemento (i)   | Annica Lindstedt    | Anna-Karin Svensson Patty Van Acker                | 6-7, 7-6, 6-3 |
| 3.  | 27 gennaio 1997   | ITF Women's Circuit Rungsted, Rungsted      | Sintetico (i) | Kristina Pojatina   | Linda Jansson Annica Lindstedt                     | 4-6, 7-5, 6-4 |
| 4.  | 14 aprile 1997    | ITF Women's Circuit Anguilli, Anguilli      | Terra rossa   | Sandra Načuk        | Tzipora Obziler Anna Smashnova                     | 6-4, 6-2      |
| 5.  | 20 maggio 1997    | ITF Women's Circuit Skopje, Skopje          | Terra rossa   | Teodora Nedeva      | Laura Fodorean Katia Altilia                       | 6-3, 6-2      |
| 6.  | 12 maggio 1998    | ITF Women's Circuit Novi Sad, Novi Sad      | Terra rossa   | Tatjana Ječmenica   | Antoaneta Pandjerova Desislava Topalova            | 6-2, 7-5      |
| 7.  | 15 febbraio 1999  | AEGON Pro Series Redbridge, Redbridge       | Cemento (i)   | Nóra Köves          | Lenka Němečková Patricia Wartusch                  | 6-1, 6-4      |
| 8.  | 8 marzo 1999      | ITF Women's Circuit Biel, Bienne            | Cemento (i)   | Nóra Köves          | Laura Bao Marylene Losey                           | 6-2, 6-2      |
| 9.  | 11 ottobre 1999   | AEGON Pro Series Welwyn, Welwyn Garden City | Cemento (i)   | Maja Matevžič       | Magda Mihalache Zuzana Váleková                    | 7-6, 5-7, 6-2 |
| 10. | 8 maggio 2000     | AEGON Pro Series Swansea, Swansea           | Terra rossa   | Nóra Köves          | Natal'ja Egorova Ekaterina Sysoeva                 | 2-6, 6-4, 6-3 |
| 11. | 9 ottobre 2000    | AEGON Pro Series Welwyn, Welwyn Garden City | Cemento (i)   | Shelley Bryce       | Adriana Serra Zanetti Antonella Serra Zanetti      | 4-0, 5-3, 4-1 |
| 12. | 10 settembre 2001 | Open GDF Bordeaux, Bordeaux                 | Terra rossa   | Sandra Načuk        | Conchita Martínez Granados Antonella Serra Zanetti | 6-2, 7–6(6)   |
| 13. | 11 febbraio 2002  | AEGON Pro Series Sutton, Sutton             | Cemento (i)   | Sylvia Plischke     | Maret Ani Galina Fokina                            | 7-5, 6-3      |
| 14. | 13 maggio 2002    | SALK Ladies, Bromma                         | Terra rossa   | Katarina Mišić      | Joana Cortez Tiffany Dabek                         | 6-4, 6-4      |
| 15. | 20 maggio 2002    | Trofeo Viva, Torino                         | Terra rossa   | Katarina Mišić      | Erica Krauth Katalin Marosi                        | 7–6(5), 6-3   |
| 16. | 12 agosto 2002    | Aosta Cup, Aosta                            | Terra rossa   | Katarina Mišić      | Maria Fernanda Alves Andreea Ehritt-Vanc           | 7-5, 7–6(6)   |
| 17. | 14 ottobre 2002   | AEGON Pro Series Southampton, Southampton   | Cemento (i)   | Amanda Hopmans      | Līga Dekmeijere Yvonne Doyle                       | 6-2, 6-1      |
| 18. | 24 febbraio 2003  | NH Trans Ladies Indoor, Ostrava             | Cemento (i)   | Roberta Vinci       | Galina Voskoboeva Magdalena Zděnovcová             | 6-2, 6-4      |
| 19. | 15 settembre 2003 | Allianz Cup, Sofia                          | Terra rossa   | Desislava Topalova  | Daniela Klemeschits Sandra Klemenschits            | 6-3, 7-5      |
| 20. | 10 maggio 2004    | Stockholm Ladies, Stoccolma                 | Terra rossa   | Nadežda Ostrovskaja | Sofia Arvidsson Hanna Nooni                        | 7–6(3), 6-3   |
| 21. | 4 ottobre 2004    | Royal Cup, Podgorica                        | Terra rossa   | Katarina Mišić      | Janette Bejlková Biljana Pawlowa-Dimitrova         | 6-1, 6-2      |
| 22. | 11 ottobre 2004   | SBS Open Herceg Novi, Castelnuovo           | Terra rossa   | Katarina Mišić      | Alja Zec Peškirič Maša Zec Peškirič                | 6-1, 6-2      |
| 23. | 30 novembre 2004  | ITF Women's Circuit Cairo, Il Cairo         | Terra rossa   | Katarina Mišić      | Galina Fokina Raissa Gurevič                       | 7-5, 6-4      |
| 24. | 8 dicembre 2004   | ITF Women's Circuit Cairo, Il Cairo         | Terra rossa   | Katarina Mišić      | Galina Fokina Raissa Gurevič                       | 6-2, 6-2      |